# Rudno (miasto Kraljevo)
Rudno (cyr. Рудно) – wieś w Serbii, w okręgu raskim, w mieście Kraljevo. W 2011 roku liczyła 211 mieszkańców.